# Resolució 1149 del Consell de Seguretat de les Nacions Unides
La Resolució 1149 del Consell de Seguretat de les Nacions Unides, adoptada per unanimitat el 27 de gener de 1998 després de reafirmar la resolució 696 (1991) i totes les resolucions posteriors sobre Angola, el Consell va prorrogar el mandat de la Missió d'Observadors de les Nacions Unides a Angola (MONUA) fins al 30 d'abril de 1998.
El Consell de Seguretat va acollir amb beneplàcit un acord entre el Govern d'Angola i UNITA per implementar les altres funcions del Protocol de Lusaka. MONUA va ser reconeguda com un paper crític en aquesta etapa del procés de pau. Es va instruir al Secretari General del Secretari General de les Nacions Unides a presentar un informe a més a tot tardar el 13 de març de 1998 sobre la implementació del calendari, la possible reorganització de MONUA i les recomanacions sobre la presència de les Nacions Unides després del 30 d'abril 1998
Després de demanar la implementació oportuna de tots els acords, la resolució va subratllar la necessitat de reforçar la legislació angolesa i crear un entorn segur per al personal de les Nacions Unides i el personal humanitari. UNITA en particular va ser cridada a abstenir-se d'accions que comportin un augment de la tensió o obstaculitzin la normalització de l'administració estatal a tot el país i a cooperar amb MONUA. El Consell reafirma la seva disposició a imposar noves mesures, de conformitat amb resolució 1127 (1997) si UNITA no compleix i permet l'accés a activitats de verificació.
Finalment, la resolució va concloure afirmant que una reunió de la cimera entre el president d'Angola José Eduardo dos Santos i el líder d'UNITA Jonas Savimbi podria reduir la tensió i ajudar al procés de pau angolès.